# Jump (Rihanna)
Jump (Kevin Cossum, M. B. Williams, Mikkel Eriksen, Tor Hermansen, Saul Milton, Will Kennard) è un singolo della cantante barbadiana Rihanna. Il pezzo è tratto dal suo settimo album Unapologetic.
La canzone ha influenze dubstep e pop ed è stata pubblicata come quinto singolo in Australia e Nuova Zelanda e settimo in totale.

## Accoglienza
Allison Stewart dal The Washington Post ha dichiarato che Jump si differenziasse come uno dei momenti più soddisfacenti di Unapologetic definendolo "un mostro in azione". Insieme a Stay, Stewart ha affermato che era uno dei suoi due brani preferiti nell'album. Melissa Maerz dal Entertainment Weekly ha imitato Stewart nella sua recensione di Unapologetic affermando che il brano era tra le sue personali raccomandazioni da ascoltare insieme a Diamonds.

## Successo commerciale
Jump è entrato nelle classifiche inglesi e francesi ad inizio dicembre, a causa delle forti vendite digitali dell'album.
La canzone ha avuto un inoltre buon successo in Australia, diventando infatti il sedicesimo singolo di Rihanna a raggiungere la Top 5 di questo paese, superando il successo di Diamonds in questo paese diventando la seconda canzone di maggior successo contenuta in Unapologetic.
Anche in Nuova Zelanda il brano ha ottenuto un buon successo, arrivando alla posizione numero 10 e riuscendo ad ottenere la certificazione Oro.

## Classifiche
| Classifica (2012/2014)                      | Posizione massima |
| ------------------------------------------- | ----------------- |
| Australia                                   | 5                 |
| Francia                                     | 153               |
| Nuova Zelanda                               | 10                |
| Regno Unito                                 | 150               |
| Stati Uniti (Hot R&B/Hip Hop Digital Songs) | 34                |